# Кадри Джамиль
Кадри Джамиль (араб. قدري جميل‎; род. 12 июня 1952, Дамаск) — сирийский государственный и политический деятель, секретарь партии «Народная воля», руководитель оппозиционной группы «Народный фронт за перемены и освобождение», председатель московской платформы сирийской оппозиции, бывший вице-премьер Сирии. Кандидат экономических наук.

## Биография
Кадри Джамиль родился 12 июня 1952 года в Дамаске.

## Образование
После окончания школы учился в Советском Союзе. Окончил факультет экономики РЭУ им. Плеханова (тогда — Московский государственный институт им. Плеханова). После этого поступил в аспирантуру на факультет экономики МГУ, где в 1984 году защитил диссертацию на тему «Планирование в Сирии в 1960-х — 1980-х гг.: 4 пятилетних плана». После этого вернулся в Сирию.

## Политическая деятельность
С 1986 по 2010 год — профессор института планирования социально-экономического развития в Дамаске.
С 1991 года — главный редактор газеты Компартии Сирии «Борьба народа» («Нидаль Шааб»). В 2000 году был исключён из партии наряду с 80 % её актива.
В 2002 году выступил одним из организаторов создания «Группы за объединение сирийских коммунистов», был назначен главным редактором печатного органа группы — газеты «Касьюн» (араб. قاسيون)‎. В 2012 году группа была преобразована в партию «Народная воля».
В июне 2011 года выступил одним из основателей оппозиционной группы «Народный фронт за перемены и освобождение Сирии», который предлагал создать правительство национального единства для решения сирийского кризиса. Его партия участвовала в начальных гражданских протестах, но когда те переросли в войну, заняла критическую позицию в отношение экстремистов режима и оппозиций .
Участвовал в комиссии, составлявшей новую конституцию Сирии, принятую на конституционном референдуме 2012 года. На последовавших парламентских выборах его партия объединилась с ССНП в «Народный фронт за перемены и освобождение». Хотя он назвал результаты выборов сфальсифицированными, в июне 2012 года сирийские власти пригласили «Народный фронт» для участия в правительстве мини-национального единства, в котором Кадри Джамиль занял пост вице-премьера по экономическим вопросам.
В октябре 2013 года уволен из правительства из-за разногласий в политических и экономических вопросах. С тех пор по поручению руководства «Народного фронта за перемены и освобождение Сирии» он находится в Москве, чтобы участвовать в политических процессах, связанных с выходом Сирии из политического кризиса.
Участвовал в консультациях на московской площадке («Москва», «Москва-2») и женевских переговорах по Сирии под председательством спецпосланника ООН по Сирии Стаффана де Мистуры («Женева-3»).